# Cassino Calcio 1924
Actualités
L'ASD Cassino Calcio 1924 est un club de football de la ville de Cassino, dans la province de Frosinone, dans la région du Latium.

## Historique
Le club a été fondé en 1924. À la suite d'une faillite en 2010, la société devient Associazione Sportiva Dilettantistica Cassino 1924.

## Historique des noms
- 1924-1934 : Quis Contra Nos?
- 1934-1968 : Cassino Calcio
- 1968-1971 : Società Calcio Cassino
- 1971-1983 : Polisportiva Cassino Coop
- 1983-1998 : Policassino Coop
- 1997-1999 : Associazione Sportiva Cassino
- 1999-2003 : Real Cassino
- 2003-2008 : Società Sportiva Cassino 1927
- 2008-2010 : Società Sportiva Cassino
- 2010-2014 : Associazione Sportiva Dilettantistica Nuova Cassino Calcio 1924
- 2014- : Associazione Sportiva Dilettantistica Cassino Calcio 1924